# フォスタン・ビリンドワ
フォスタン・ビリンドワ（フランス語: Faustin Birindwa、1943年 - 1999年4月29日）は、コンゴの政治家。
エティエンヌ・チセケディの顧問を務めたのち1992年8月に外務大臣に就任した。モブツ・セセ・セコによってチセケディが解任されると、親モブツ派のForce Politiques du Conclaveのメンバーとして1993年3月18日に首相に就任した。その結果、彼は民主化・社会進歩連合から追放された。首相として経済危機に対処しようとし、貨幣改革を発表して1993年9月に新しい通貨を制定した、それでも年末までのインフレ率は9,000パーセントと推定された。1994年、共和国会議（Haut Conseil de la Republique/Parlement du Transition）の決定を受け首相を退任し、1994年6月に選出されたレオン・ケンゴが後を継いだ。1999年4月29日、イタリアで心臓発作のため56歳（もしくは57歳）で死去した。